# Francisco Fernandes Vieira
Francisco Fernandes Vieira, primeiro e único barão e visconde de Icó (Saboeiro, 20 de maio de 1784 — Saboeiro, 9 de julho de 1862), foi um pecuarista e político brasileiro.

## Biografia
Chefe político da região central do Ceará e Inhamuns, hegemônico desde o final do século XIX, com o grupo chamado de “Carcarás” (Partido Conservador).
Fez parte do governo temporário da província do Ceará após a separação política de Portugal, empossado em 23 de janeiro de 1823, e que se compôs, além dele, de José Pereira Filgueiras (presidente), Antônio Manuel de Sousa, José Xavier Sobreira, Antônio Bezerra de Sousa e Meneses e Joaquim Felício de Almeida e Castro.
Casado com Ana Angélica Braga Fernandes Vieira, com quem teve treze filhos, dentre os quais, os magistrados e políticos Miguel e Manuel Fernandes Vieira, e Ana e Senhorinha Fernandes Vieira, primeira e segunda esposas de Gonçalo Batista Vieira, barão de Aquiraz.
Faleceu aos 78 anos, vitimado por uremia. Seus ossos foram transferidos para Fortaleza, tendo sido sepultados no extinto Cemitério de São Casemiro.

## Homenagens
- Foi agraciado com o título de Barão de Icó através do decreto de 14 de março de 1826, título de origem toponímica utilizando-se do termo Icó, hoje município do Estado do Ceará.[8]
- Depois foi agraciado visconde por decreto de 14 de março de 1855.
- Era também oficial da Imperial Ordem do Cruzeiro.